# Kau
Kau ist eine Ortschaft der Stadt Tettnang im Bodenseekreis mit 1.598 Einwohnern (Stand: 31. Dezember 2006). Zur Ortschaft gehören neben dem Hauptort die ab dem 13. Jahrhundert entstandenen Wohnplätze Pfingstweid, Walchesreute und Motzenhaus. Diese standen im Mittelpunkt von Streitigkeiten um die Zugehörigkeit von Kau zwischen Tettnang und der Nachbargemeinde Meckenbeuren, siehe unten im Abschnitt Geschichte. Bekannt ist Kau für seinen Hopfenanbau, der auch die Tradition des Hopfenfestes begründet.

## Geographie

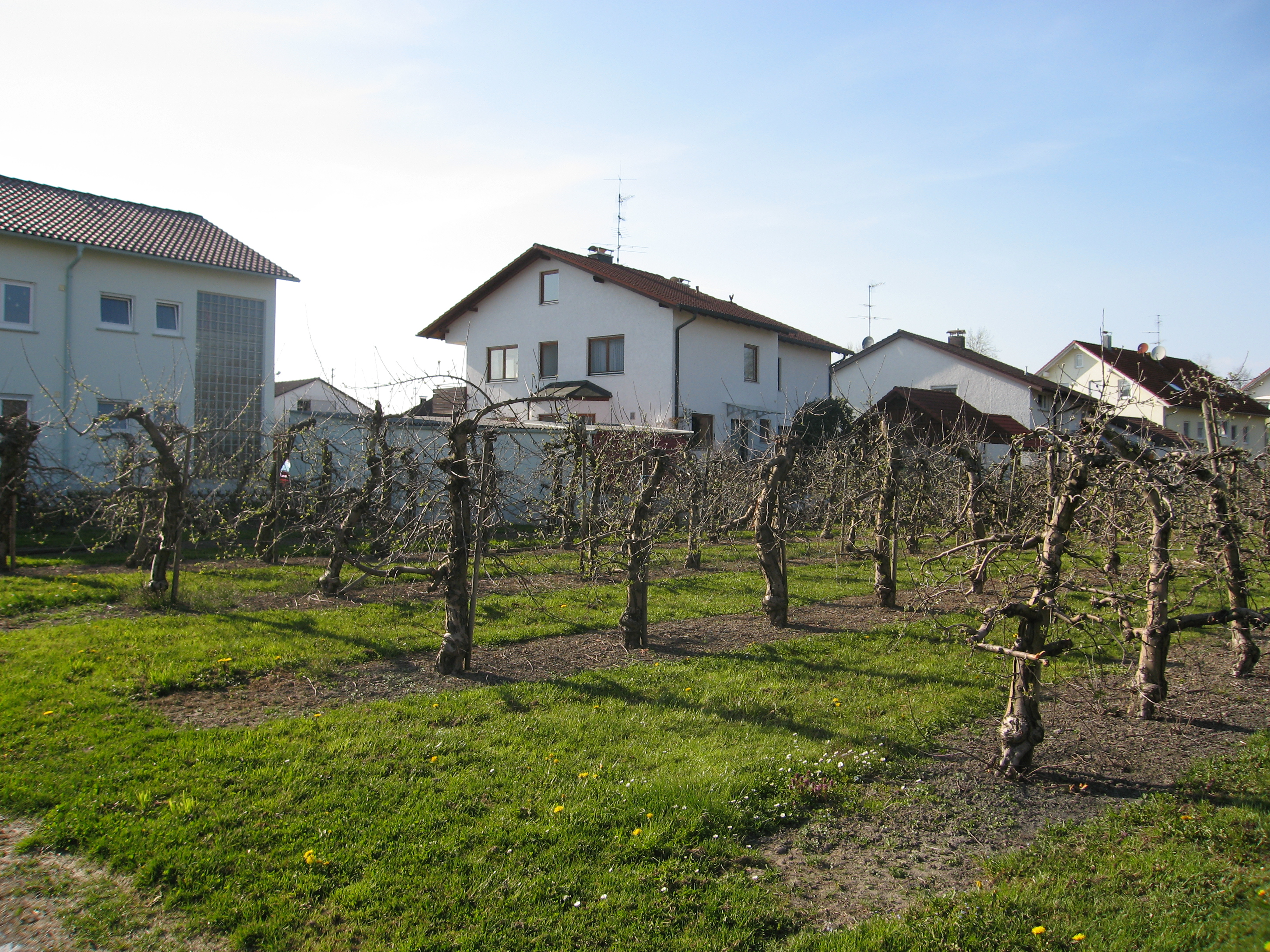
Typisches Ortsbild in Kau: Landwirtschaft und Wohngebiet

Die Ortschaft Kau liegt in einer Ebene zwischen dem Schussental und dem Bodensee, westlich der Altstadt Tettnangs, südlich von Meckenbeuren und südöstlich dessen Ortsteils Kehlen. Weiter westlich liegt Friedrichshafen, südlich grenzen Eriskirch und Langenargen an. Kau wird eingegrenzt von der Schussen im Westen, der Landstraße 333 im Norden und dem Tettnanger Wald im Süden. Während der Hauptort Kau eher im Süden liegt, befinden sich die Wohnplätze eher im Norden: Motzenhaus im Nordwesten, Walchesreute im Norden und Pfingstweid im Nordosten. Parallel zur Landstraße durchzieht der Kauer Bach das Ortschaftsgebiet.

## Geschichte

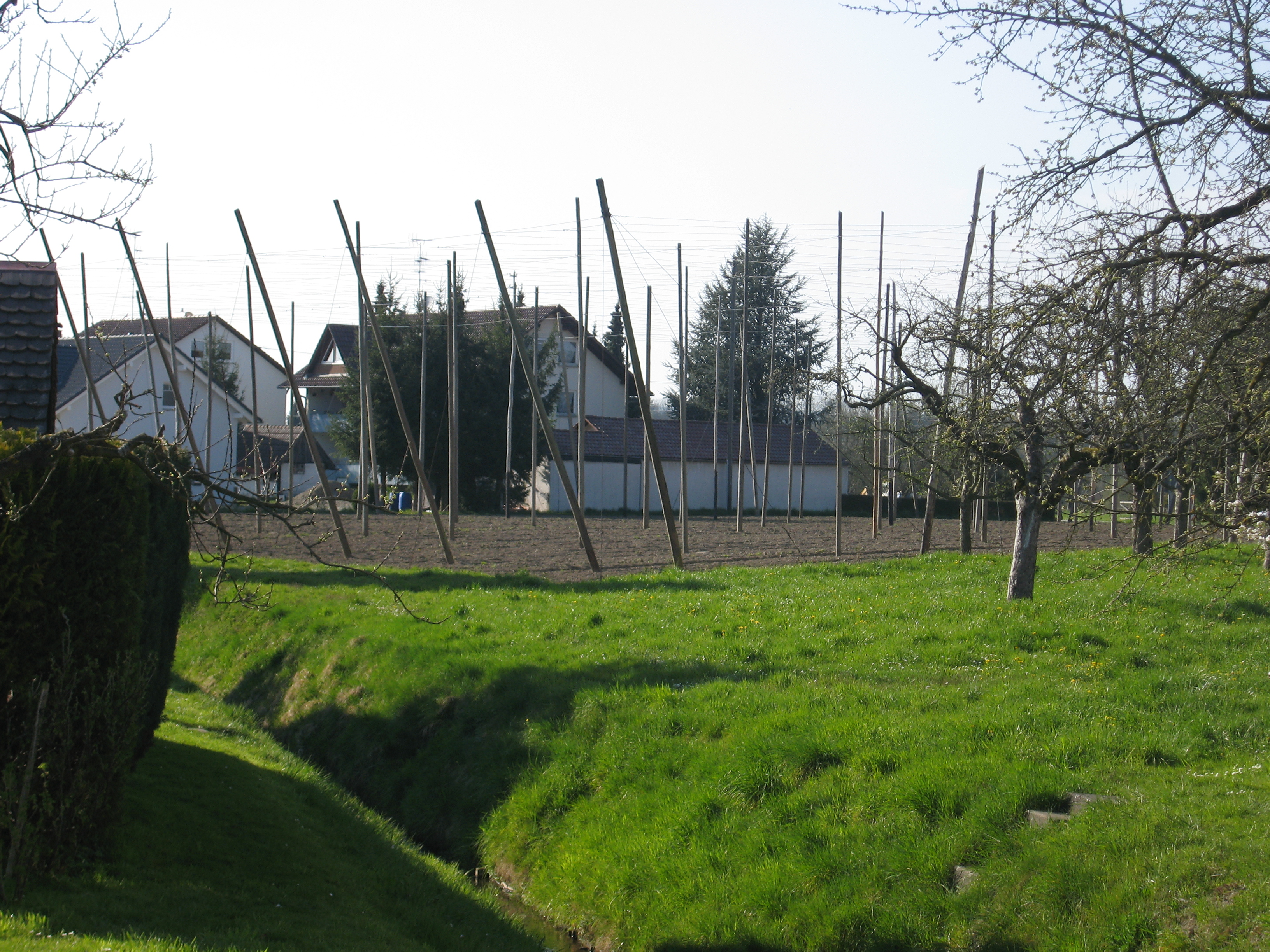
Hopfengarten mit dem Kauer Bach

Walchesreute ist die früheste Siedlung des Ortes. Sie wurde erstmals 1219 in einer Kaufurkunde des Klosters Weißenau erwähnt. 1262 kaufte das Kloster auch einen Besitz in Motzenhaus. Beide Orte waren einer Beschreibung der Herrschaft Montforts von 1515 zufolge sehr klein: damals verzeichnete Walchesreute sechs, Motzenhaus drei Häuser. Um das Jahr 1700 entstand Kau, als die Grafen von Montfort, die in Tettnang residierten, Siedlern eine gerodete Fläche als Lehen übergaben. Aufgrund dieser Rodung, wurde der Hof „Gehau“ genannt, aus dem sich über „G'Hau“ der heutige Ortsname entwickelte. Die Bevölkerungszahl stieg rasch an, da Graf Ernst von Montfort einigen besitzlosen Webern gestattete, sich in seiner Grafschaft niederzulassen. Pfingstweid war ursprünglich ein Flurname, bis sich 1864 dort eine Heil- und Pflegeanstalt niederließ.
Alle diese Wohnplätze gehörten zum Landwaibelamt Tettnangs, bis sie 1810 unter württembergischer Herrschaft an die Gemeinde Meckenbeuren kamen. 1937 wurden sie Teil der neu gegründeten Gemeinde Kehlen, das jedoch 1972 seine Selbständigkeit verlor und Kau wieder an Meckenbeuren ging. Aufgrund der guten Verkehrsverbindung und der Zugehörigkeit der Kirchengemeinde Kaus zu Tettnang stellte 1975 eine Aktionsgemeinschaft beim Regierungspräsidium in Tübingen einen Antrag auf Umgliederung nach Tettnang. Bei einer Bürgeranhörung entschieden sich 52 Prozent der Abstimmenden für diesen Antrag. Trotz einer Klage des Gemeinderats von Meckenbeuren wurde Kau Ortschaft innerhalb des Gesamtstadtverbandes Tettnang – mit eigenem Ortschaftsrat und Ortsvorsteher.

### Religionen
Seit der Entstehung einer römisch-katholischen Gemeinde in Kau gehörte diese zur Pfarrei Langenargen, nur der Wohnplatz Walchesreute zählte zu Kehlen. Aufgrund der großen Entfernung zur Pfarrkirche versuchten die Bewohner des Ortes im Jahr 1742 zum ersten Mal zur Pfarrei Tettnang zu gelangen und sandten deshalb eine entsprechende Bitte an Graf Ernst von Montfort. Nachdem diese abgelehnt worden war, verweigerten die 187 Gemeindemitglieder 1794 der Pfarrei Langenargen Abgaben und erreichten so die Umgliederung. 1824 kamen auch die Gemeindeteile Kehlens an die Tettnanger Pfarrei St. Gallus. Gotteshaus der katholischen Gemeinde ist die Kapelle St. Josef.
Eine evangelische Gemeinschaft entstand 1849, als die Pilgermission St. Chrischona das Anwesen Pfingstweid kaufte, um in Kau einen Missionsstützpunkt zu errichten. Unter Mithilfe des evangelischen Tettnanger Pfarrers wurde diese Arbeit aufgenommen. 1861 gehörten die evangelischen Christen Kaus offiziell zur Kirchengemeinde Tettnang. Seit 1984 existiert die evangelische Heilig-Geist-Kapelle.

## Politik

### Wappen
Zehn Jahre nachdem Kau eine Ortschaft geworden war, entschloss sich der Ortschaftsrat zur Schaffung eines eigenen Wappens, das zur Jubiläumsfeier vorgestellt wurde. Da der Gemeindeordnung Baden-Württembergs nach nur selbständige Kommunen ein Wappen tragen dürfen, hat es keinen offiziellen Charakter und wird nur im nichtamtlichen Bereich verwendet. Abgebildet sind ein schwarzer Baumstumpf mit einem Beil, der auf die Namensentstehung Kaus hinweist, sowie eine rote dreilatzige Fahne, die an die Zugehörigkeit zur Grafschaft Montfort erinnert.

### Ortschaftsrat
Die Bewohner der Ortschaft Kau nehmen an den Gemeinderatswahlen von Tettnang als Wohnbezirk Kau teil und bestimmen so zwei Mitglieder. Die Gemeinderatswahl erfolgt nach dem System der Unechten Teilortswahl. Ein hauptamtlicher Ortsvorsteher und der Ortschaftsrat, die alle fünf Jahre gewählt werden, vertreten die Interessen der Bürger Kaus in der Kommunalpolitik. In den Ausschüssen des Gemeinderats darf ein Mitglied des Ortschaftsrates teilnehmen. Von 2004 bis 2014 war Konrad Wolf Ortsvorsteher, zuvor hatte Josef Elbs das Amt drei Perioden lang inne. Zurzeit ist Joachim Wohnhas Ortsvorsteher.

## Wirtschaft und Infrastruktur
Die Landwirtschaft in Kau besitzt eine große Tradition und spielt auch heute noch eine wichtige Rolle. Das Landschaftsbild rund um Kau ist von Hopfengärten geprägt, in denen Tettnanger Hopfen angebaut wird. Außerdem befindet sich in dieser Ortschaft ein Werk der Linde AG. Daneben sind die Industriebetriebe Friedrichshafens ein wichtiger Arbeitgeber.

### Pflegeheim Pfingstweid
Im Wohnplatz Pfingstweid befindet sich ein gleichnamiges Pflegeheim für behinderte Menschen. Die Pilgermission St. Chrischona kaufte das Gebäude 1849 vom Basler Bankier Ryhmer Christ, um in der katholischen Gegend einen Missionsstützpunkt zu errichten. Zwischen 1850 und 1860 diente es als Waisenhaus, wurde jedoch 1862 in die erste deutsche Pflegeanstalt für Epileptiker verwandelt. Kurz darauf gründete sich ein Trägerverein, um dem Heim finanzielle Sicherheit zu gewährleisten. Zu Beginn des 20. Jahrhunderts nahm es zum ersten Mal einen katholischen und einen jüdischen Patient auf. Im Zuge der Nationalsozialistischen Rassenhygiene wurden insgesamt 33 Insassen in die NS-Tötungsanstalt Grafeneck verlegt; 29 fanden dort den gewaltsamen Tod. Nach dem Zweiten Weltkrieg wurde das Gebäude wesentlich erweitert. Eine Werkstatt, die der beruflichen Rehabilitation dient, wurde eingerichtet. Zusätzlich existieren Angebote, die behinderten Menschen die Möglichkeit eröffnen, zu Hause oder bei Angehörigen zu leben.

### Öffentliche Einrichtungen

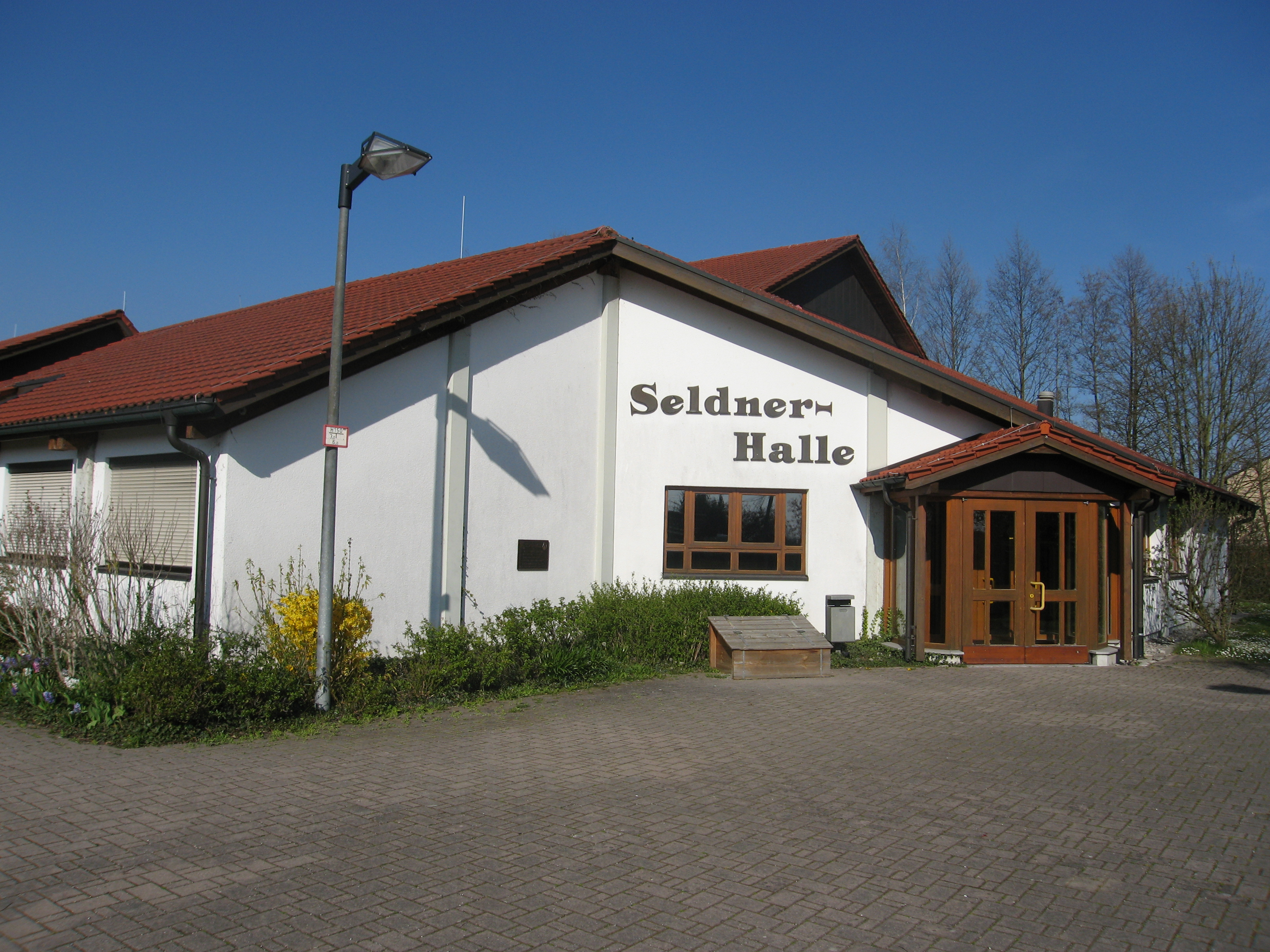
Die Seldnerhalle

Die 400 m² große Seldnerhalle, das einzige Veranstaltungsgebäude Kaus, bietet Platz für 460 Personen. Neben ihrer Nutzung für Bälle, Versammlungen oder Volksfeste dient sie dem Sportverein als Sporthalle. Ihr Name leitet sich von der Bezeichnung Seldner für Tagelöhner oder Kleinhandwerker ab, die wohl die ersten Bewohner der Ortschaft waren. Im Jahr 2016 wurde die Seldnerhalle zur Unterbringung von Flüchtlingen genutzt.
Neben der Seldnerhalle befindet sich die Grundschule, die einzige Bildungseinrichtung in Kau. Im Schuljahr 2012/2013 wurden dort 80 Schüler unterrichtet. Weiterführende Schulen befinden sich in den umliegenden Städten.

### Verkehr
Kau und seine Wohnplätze liegen an der Landstraße 333 zwischen Meckenbeuren und Tettnang. Diese kreuzt die Bundesstraßen 467 und 30 und ermöglicht damit den Zugang zu den Flug-, Schiffs- und Bahnverbindungen Friedrichshafens. Auf der L 333 verkehren außerdem Busse des Regionalverkehrs Alb-Bodensee, die die Haltestellen Pfingstweid und Kau mit Friedrichshafen und Tettnang verbinden.

## Kultur und Sehenswürdigkeiten

### Kapellen
Eine dem heiligen Josef geweihte, katholische Kapelle ist die einzige öffentlich zugängliche Sehenswürdigkeit des Ortes. Ihr Bau begann am 17. Juli 1903; am 14. September 1904 wurde sie vom Tettnanger Pfarrer und vom Dekan eingeweiht. Die Finanzierung wurde durch Spenden der Bewohner Kaus und der umliegenden Gemeinden gedeckt. Zehn Jahre später wurde eine Turmuhr eingebaut. Wichtige Renovierungsmaßnahmen wurden infolge des Zweiten Weltkriegs und zur Rettung des Deckengemäldes durchgeführt. In ihr ist eine barocke Madonnenfigur aus der Zeit um 1740 und eine Statue des heiligen Josef aufgestellt. Außerdem befindet sich dort eine Ehrentafel für die Opfer beider Weltkriege und eine im Jahr 2000 gestiftete Orgel.
Daneben existiert die evangelische Heilig-Geist-Kapelle des Pflegeheims Pfingstweid. Ihr Bau 1984 erfüllte den Mitarbeitern und Bewohnern den Wunsch nach einer eigenen Kapelle. Auffällig am nach Plänen der Architekten „Unterlöhner, Waibel und Partner“ errichteten, kleinen Gotteshaus ist das pyramidenförmige Glasdach und der Glockenturm, in dem sich zwei Glocken befinden. Der Innenraum enthält ein schlichtes Altarbild, eine elektronische Orgel und eine Gedenktafel für die Euthanasieopfer. Die Wände sind durch Werke der Heimbewohner geschmückt.

### Regelmäßige Veranstaltungen

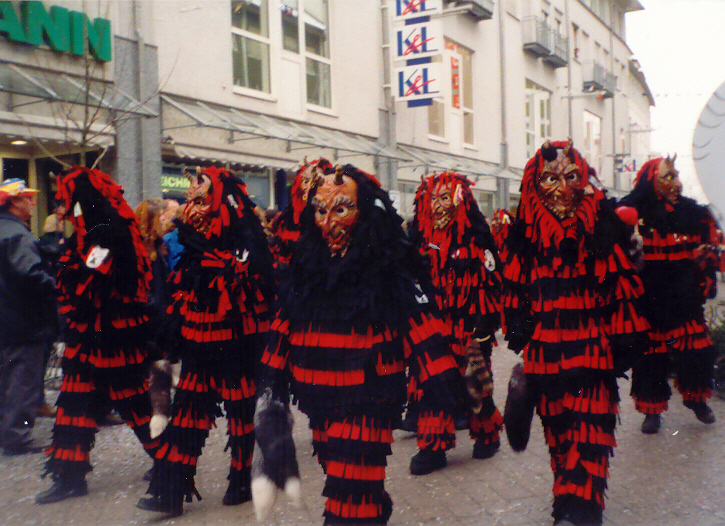
Waldteufel beim Umzug

In der Region ist Kau vor allem für das traditionelle Hopfenfest bekannt, mit dem in jedem Sommer die Hopfenernte eingeläutet wird. Das Fest wird von verschiedenen Vereinen organisiert und hat seinen Höhepunkt im Wettbewerb des Preis-Hopfenbrockens. Das erste Hopfenfest fand im Jahr 1956 statt. Eine weitere Tradition ist das Maibaumstellen, das mit einem kleineren Fest verbunden ist. Der Maibaum wird zuvor mit elf Zunftschildern und dem Ortswappen geschmückt.
Daneben spielt die Fasnet nach schwäbisch-alemannischer Tradition eine große Rolle, an der die Kauer Narrenzunft Waldteufel teilnimmt. Sie organisiert im Ort selbst verschiedene Veranstaltungen und Bälle und nimmt an Umzügen in den umliegenden Städten teil. Das Narrenhäs des seit 1990 existierenden Vereins besteht aus roten und schwarzen Filzstreifen und einer geschnitzten Holzmaske sowie einem Schellenring an den Füßen. Ihr Ruf lautet „Kau Kau – Oho!“.